# José Remis Ovalle
José Remis Ovalle (Margolles, 1910 - 1987), más conocido como Remis Ovalle o simplemente Remis, fue un gaitero español, de origen asturiano, siendo Gaitero Mayor de España (1970) y Gaitero Mayor de Asturias, consiguiendo este galardón en dos ocasiones (1956 y 1970).

## Biografía
Remis nace en Margolles (Cangas de Onís) el 2 de enero de 1910, hijo de Ramona Ovalle y José Remis Vega, el gaitero de Margolles.
Desde muy joven, con siete años acompaña a su padre, al tambor, por las romerías.
Empieza a tocar la gaita de mano de su padre con doce años. Realizó el servicio militar en Pamplona, y cuando vuelve se casa con Consuelo Peñayos Puente.
El 5 de agosto de 1956, en un concurso organizado por el Ayuntamiento de Gijón, se alza con el título de Gaitero Mayor de Asturias, siendo su padre segundo. En noviembre de ese año marcha rumbo a Buenos Aires, iniciando una gira por todo el continente americano que le llevó desde la Patagonia hasta Chicago, recorriendo más de 14 países y cientos de ciudades, como Santiago de Chile, Lima, Panamá, La Paz, Cartagena de Indias, Curaçao, Santo Domingo, Ciudad Trujillo, Puerto Rico, La Habana, así como varias poblaciones de México y Estados Unidos, en una extensa gira artística que lo tuvo lejos de Asturias por tres años. Como le dijo en una carta a su amigo Javier, el de Arroes estaba muy contento por poder ver a su hermana mayor que residía en Tampa, Florida, a la que no veía desde que ella se fue en 1918.
El año 1960 marca la fecha de su regreso a Asturias, no sin antes haber grabado su primer disco el año anterior en Buenos Aires; esta grabación se compuso de 12 piezas.
En 1970, consigue otra vez el premio de Gaitero Mayor de Asturias, y el 22 de agosto del mismo año se hace con el de Gaitero Mayor de España, quedando segundo Gabriel Mato Varela, gaitero gallego, miembro del grupo gallego "Os Irmans Garceiras" de Mellid (La Coruña).
En ese concurso Remis interpretó la "Muiñeira de Chantada", con una gaita gallega.
Con María Rosa Quero García "La Pastorina", prepara una serie de canciones que hizo muy populares María Rosa, y en las que Remis toca la gaita. Las más famosas fueron Asturianos emigrantes, Ya suena la gaita o La madre del emigrante. Más tarde María Rosa sería nuera de Remis al casarse con su hijo, José Antonio Remis Peñayos.
A pesar de su formación, llamemos tradicional (sin conocimientos de solfeo), estudió solfeo con un maestro en Cangas de Onís. Entabló gran amistad con grandes figuras de la música asturiana como Rafael Moro Collar, Falo Moro, o Baldomero Álvarez Céspedes, director de la Banda de Música de Gijón.
Según cuentan, mientras probaba una gaita después de haberla empayuelao, es decir después de haber ajustado y retocado la payuela (caña doble que al vibrar hace que suene el punteru, es decir el tubo melódico de la gaita), empezó a realizar una serie de ejercicios técnicos que dieron lugar a lo que hoy se conoce como Floréu de Remis, para la inmensa mayoría de los gaiteros la pieza más complicada de ejecutar en gaita asturiana.
En enero de 1987, el Centro Asturiano de Madrid le concede el Urogallo Especial. El 22 y 30 de marzo del mismo año, Oviedo y Cangas de Onís le rinden un homenaje, con la actuación de las más famosas figuras de la tonada asturiana.
Con su muerte el 25 de marzo de 1987 en Tornín, Cangas de Onís, Asturias pierde a uno de sus mejores gaiteros.
Desde 1987 se celebra el Memorial Remis Ovalle, trofeo en honor a este gran gaitero. Los cuatro primeros clasificados de este concurso representan a Asturias en el Trofeo MacCrimmon (antiguo Trofeo Macallan) del Festival Intercéltico de Lorient.
El 22 de agosto de 2010, cuando se cumplían exactamente 40 años del título de Gaitero Mayor de España, tiene lugar en la Plaza Mayor de Gijón el homenaje Ya suena la gaita. 100 años de Remis Ovalle en el que actuaron entre otros Michael Lee Wolfe, Berto Varillas, Xaime Arias, Andrea F. Joglar, Chema Fombona, Pablo Carrera, Marco A. Guardado, Jorge Suárez Carbajal, la Banda Gaites Noega o la propia María Rosa Quero "La Pastorina". En el acto se interpretaron trece temas muy conocidos de Remis Ovalle y La Pastorina.